# Буряк Олександр Петрович
Буряк Олександр Петрович (нар. 1949) - доцент, доктор архітектурних наук, професор кафедри надійності та міцності машин і споруд імені В. Я. Аніловича Державного біотехнологічного університету.

## Біографія
Олександр Петрович народився  1949 року в м. Харків.
У 1966 році вступив до Харківського інженерно-будівельного інституту, який закінчив у 1971 році за спеціальністю «Архітектура».
З 1971 по 1972 роки працював  інженером технічного  відділу комбінату «Харківжитлобуд». 
З 1972 по 1975 роки аспірантура на кафедрі архітектури  Харківського інженерно-будівельного інституту.
З 1975 по 1976 років молодший науковий співробітник НДС Харківського інженерно-будівельного інституту по кафедрі архітектури.
Протягом 1976-1981 років асистент кафедри архітектури Харківського інженерно-будівельного інституту.
У 1979 році захистив дисертацію на тему ‭«Розвиток та функції системи графічних засобів сучасного архітектурного проєктування».
У 1983 році присвоєне вчене звання доцента кафедри Харківського інженерно-будівельного інституту.
У 1985 році завідувач кафедри архітектури Харківського інженерно-будівельного інституту.
З 1989 по 2021 роки завідувач кафедри основ архітектури Харківського інженерно-будівельного  інституту (нині Харківський національний університет будівництва та архітектури).
У 2015 році захистив докторську дисертацію на тему ‭«Процеси та інститути відтворення архітектурного професіоналізму у вітчизняній архітектурі 2-ї пол. ХХ - поч. ХХІ вв.».  
У 2021 році працював на кафедрі українознавства Харківського національного університету імені В. Н. Каразіна, викладав курс Культура містобудування.
З 2022 року професор кафедри надійності та міцності машин і споруд ім. В. Я. Аніловича Державного біотехнологічного університету.

## Праці
Олександр Петрович автор понад 150 публікацій, з них 100 статті, 2 навчальні посібники, 2 стандарти вищої освіти.
Наукові інтереси: структура та розвиток професійної сфери архітектури, розвиток змісті та технологічних форм професійної архітектурної освіти; історія, вивчення та охорона спадщини українського архітектурного авангарду.

## Відзнаки та нагороди
- Відмінник освіти України (1999).